# Esperimento di Goldhaber
L'esperimento di Goldhaber, che prende il nome da Maurice Goldhaber, è un esperimento di fisica che è stato condotto per la prima volta nel 1957 presso il Brookhaven National Laboratory. È stato il primo esperimento in cui si è riuscito a determinare l'elicità del neutrino dopo che l'anno precedente fu scoperta la violazione della parità nell'esperimento di Wu.

## Contesto
Nell'esperimento, è stato utilizzato un nucleo di 152 Eu in uno stato isomerico (metastabile) che decade per cattura elettronica Viene emesso un neutrino:
{\displaystyle {}^{\text{152m}}{\text{Eu}}+{\text{e}}^{-}\rightarrow {}^{\text{152}}{\text{Sm}}^{*}+\nu _{e}+950\,{\text{keV}}}
Il nucleo figlio 152Sm è in uno stato eccitato dopo il decadimento (indicato dall'asterisco). L'energia di eccitazione viene rilasciata poco tempo dopo attraverso l'emissione di un fotone:
{\displaystyle {}^{\text{152}}{\text{Sm}}^{*}\rightarrow {}^{\text{152}}{\text{Sm}}+\gamma +961\,{\text{keV}}}
Tuttavia, qui l'energia di diseccitazione è distribuita tra il rinculo del nucleo Sm e il fotone gamma.
La cattura elettronica e la successiva diseccitazione soddisfano una serie di requisiti, senza i quali l'esperimento in questa forma non sarebbe possibile:
- Conservazione dello spin 0 - → 1 - → 0 +
- L'energia prodotta nei due processi è quasi la stessa (deviazione di circa 1 %)
- Durata molto breve del 152 Sm* (τ = 3 × 10 −14 S)

Durante la pianificazione dell'esperimento, Goldhaber inizialmente non era sicuro che esistesse anche un isotopo che soddisfacesse questi requisiti.

## Determinazione della direzione di volo del neutrino

Struttura schematica dell'esperimento di Goldhaber.

Il grafico a destra mostra la configurazione dell'esperimento. La rilevazione dei fotoni dal decadimento Sm si basa sullo scattering risonante dei fotoni su un bersaglio di Sm2O3  fissato in un anello attorno al rivelatore. Lo schermo di piombo, di forma conica, impedisce ai fotoni prodotti dal decadimento dell'europio di raggiungere direttamente il rivelatore. Lo scattering risonante avviene tramite effetto Mössbauer (che consiste nell'emissione senza rinculo di raggi gamma da parte di un nucleo, e nel conseguente assorbimento di questi da parte di un altro nucleo):
{\displaystyle \gamma +{}^{\text{152}}{\text{Sm}}\rightarrow {}^{\text{152}}{\text{Sm}}^{*}\rightarrow {}^{\text{152}}{\text{Sm}}+\gamma }
Un assorbimento risonante al samario normalmente non sarebbe possibile perché il fotone emesso dal 152 Sm* dopo il decadimento del 152 Eu non ha l'intera energia di 961 keV a causa del rinculo nucleare: l'energia del rinculo è circa 3.2 eV, mentre la larghezza naturale della linea è solo di circa 10 −2 eV. Di conseguenza, non può avvenire alcun assorbimento perché l'energia del fotone è significativamente inferiore rispetto all'energia di eccitazione richiesta.

## Determinazione dell'elicità del neutrino
L'elicità del neutrino può essere ricavata studiando gli spin degli elementi coinvolti nel decadimento. Ovviamente si deve tener conto della conservazione del momento angolare. Di seguito, le frecce singole indicano la quantità di moto delle particelle e le doppie frecce indicano lo spin, con una doppia freccia corta per lo spin ½.
Lo spin del nucleo di 152 m Eu è 0. Poiché la transizione è un puro decadimento di Gamow-Teller, il nucleo figlio di samario ha lo stato di spin-parità 1- . Il momento angolare dello stato iniziale è ½, poiché il nucleo ha uno spin di 0 e l'elettrone nella shell K ha un momento angolare orbitale l = 0, ma ha spin ½. Poiché il neutrino ha spin ½, lo spin del nucleo figlio deve essere opposto a quello del neutrino. Possono quindi verificarsi i seguenti due decadimenti:
{\displaystyle {\begin{array}{ccccccccccc}\Leftarrow &&\Rightarrow &&\Leftarrow \Leftarrow &&\Rightarrow &&\Leftarrow &&\Rightarrow \Rightarrow \\{}^{152}{\text{Eu}}&\longrightarrow &\nu _{e}&+&{}^{152}{\text{Sm}}^{*}&\quad {\text{oppure}}\quad &{}^{152}{\text{Eu}}&\longrightarrow &\nu _{e}&+&{}^{152}{\text{Sm}}^{*}\\&&\longleftarrow &&\longrightarrow &&&&\longleftarrow &&\longrightarrow \\\end{array}}}
Ne consegue che il neutrino nel sistema di riferimento del laboratorio ha la stessa elicità del nucleo figlio di 152Sm* : nel primo caso -1, nel secondo +1.
Nella successiva emissione gamma, il fotone ha lo stato di spin-parità 1-. Il nucleo di 152 Sm è un nucleo pari-pari (il samario ha Z = 62 e N = 90) e quindi è nello stato 0+. In caso di emissione inferiore a 180° rispetto alla direzione di emissione del neutrino, si applica quanto segue:
{\displaystyle {\begin{array}{ccccccccccc}\Leftarrow \Leftarrow &&&&\Leftarrow \Leftarrow &&\Rightarrow \Rightarrow &&&&\Rightarrow \Rightarrow \\{}^{152}{\text{Sm}}^{*}&\longrightarrow &{}^{152}{\text{Sm}}&+&\gamma &\quad {\text{oppure}}\quad &{}^{152}{\text{Sm}}^{*}&\longrightarrow &{}^{152}{\text{Sm}}&+&\gamma \\\longrightarrow &&&&\longrightarrow &&\longrightarrow &&&&\longrightarrow \\\end{array}}}
Nel caso dello scattering risonante, l'elicità del fotone corrisponde a quella del nucleo 152Sm*, e quindi a quella del neutrino:
{\displaystyle {\mathcal {H}}(\gamma )={\mathcal {H}}(\nu )}
Misurando l'elicità del fotone è quindi possibile ricavare l'elicità del neutrino. La misura infine afferma che l'elicità del neutrino è
{\displaystyle {\mathcal {H}}(\nu _{e})=-1{,}0\pm 0{,}3} .

## Conseguenza
L'esperimento ha dimostrato che i neutrini sono di natura solo levogira, mentre gli antineutrini sono destrogiri. È quindi una conferma importante della teoria V-A, che prevede la violazione della parità dell'interazione debole.